# Vòng đấu loại trực tiếp UEFA Europa Conference League 2023–24
Vòng đấu loại trực tiếp UEFA Europa Conference League 2023–24 sẽ bắt đầu vào ngày 15 tháng 2 năm 2024 với các trận play-off vòng loại trực tiếp và kết thúc vào ngày 29 tháng 5 năm 2024 với trận chung kết tại sân vận động Agia Sophia ở Athens, Hy Lạp để quyết định nhà vô địch của UEFA Europa Conference League 2023–24. Tổng cộng có 24 đội sẽ thi đấu ở vòng loại trực tiếp.
Thời gian là CET/CEST, do UEFA liệt kê (giờ địa phương, nếu khác, sẽ nằm trong ngoặc đơn).

## Các đội tham gia
Vòng loại trực tiếp có sự tham gia của 24 đội: 16 đội vượt qua vòng loại với tư cách vô địch và á quân của mỗi bảng trong số 8 bảng ở vòng bảng và tám đội đứng thứ ba từ vòng bảng Europa League.

### Đội vô địch và á quân vòng bảng Europa Conference League
| Bảng | Vô địch (vào vòng 16 đội và được xếp hạt giống trong bốc thăm) | Á quân (vào vòng play-off và được xếp hạt giống trong bốc thăm) |
| ---- | -------------------------------------------------------------- | --------------------------------------------------------------- |
| A    | Lille                                                          | Slovan Bratislava                                               |
| B    | Maccabi Tel Aviv                                               | Gent                                                            |
| C    | Viktoria Plzeň                                                 | Dinamo Zagreb                                                   |
| D    | Club Brugge                                                    | Bodø/Glimt                                                      |
| E    | Aston Villa                                                    | Legia Warsaw                                                    |
| F    | Fiorentina                                                     | Ferencváros                                                     |
| G    | PAOK                                                           | Eintracht Frankfurt                                             |
| H    | Fenerbahçe                                                     | Ludogorets Razgrad                                              |

### Các đội đứng thứ ba vòng bảng Europa League
| Bảng | Các đội xếp thứ ba (vào vòng play-off và không được xếp hạt giống trong bốc thăm) |
| ---- | --------------------------------------------------------------------------------- |
| A    | Olympiacos                                                                        |
| B    | Ajax                                                                              |
| C    | Real Betis                                                                        |
| D    | Sturm Graz                                                                        |
| E    | Union Saint-Gilloise                                                              |
| F    | Maccabi Haifa                                                                     |
| G    | Servette                                                                          |
| H    | Molde                                                                             |

## Thể thức và lịch trình

### Thể thức
Mỗi trận đấu ở vòng loại trực tiếp, ngoại trừ trận chung kết, sẽ thi đấu hai lượt, mỗi đội thi đấu một lượt trên sân nhà. Đội nào ghi được nhiều bàn thắng hơn ở hai lượt trận sẽ tiến vào vòng tiếp theo. Nếu tổng tỷ số bằng nhau thì sẽ thi đấu 30 phút hiệp phụ (không áp dụng luật bàn thắng sân khách). Nếu tỷ số vẫn hòa khi kết thúc hiệp phụ, đội thắng sẽ được phân định bằng loạt sút luân lưu. Trong trận chung kết diễn ra như một trận đấu duy nhất, nếu tỷ số hòa vào cuối thời gian thi đấu bình thường, hiệp phụ sẽ diễn ra, sau đó là loạt sút luân lưu nếu tỷ số vẫn hòa.

Cơ chế bốc thăm của mỗi vòng như sau:
- Trong lễ bốc thăm vòng play-off loại trực tiếp, 8 đội nhì bảng được xếp hạt giống, và 8 đội đứng thứ ba ở bảng Europa League không được xếp hạt giống. Các đội hạt giống được bốc thăm gặp các đội không được xếp hạt giống, trong đó các đội hạt giống sẽ đăng cai trận lượt về. Các đội từ cùng một hiệp hội không thể thi đấu với nhau.
- Trong lễ bốc thăm vòng 16 đội, 8 đội nhất bảng được xếp hạt giống, và 8 đội thắng ở vòng play-off loại trực tiếp được xếp vào nhóm không được xếp hạt giống. Một lần nữa, các đội hạt giống sẽ thi đấu với các đội không được xếp hạt giống, trong đó các đội hạt giống sẽ đăng cai trận lượt về. Các đội từ cùng một hiệp hội không thể đấu với nhau.
- Trong các lễ bốc thăm từ vòng tứ kết trở đi, không có hạt giống và các đội từ cùng hiệp hội có thể được bốc thăm với nhau. Vì lễ bốc thăm vòng tứ kết và bán kết được tổ chức cùng nhau trước khi vòng tứ kết diễn ra nên danh tính của đội thắng trận tứ kết sẽ không được biết tại thời điểm bốc thăm vòng bán kết. Lễ bốc thăm cũng sẽ được tổ chức để xác định đội thắng trận bán kết nào sẽ được chỉ định là đội "chủ nhà" cho trận chung kết (vì mục đích hành chính khi trận đấu được thi đấu tại một địa điểm trung lập).

### Lịch trình
Lịch thi đấu như sau (tất cả các lễ bốc thăm được tổ chức tại trụ sở UEFA ở Nyon, Thụy Sĩ).
| Vòng                         | Ngày bốc thăm     | Lượt đi                                        | Lượt về                                        |
| ---------------------------- | ----------------- | ---------------------------------------------- | ---------------------------------------------- |
| Vòng play-off loại trực tiếp | 18/12/2023, 14:00 | 15/2/2024                                      | 22/2/2024                                      |
| Vòng 16                      | 23/2/2024, 13:00  | 7/3/2024                                       | 14/3/2024                                      |
| Tứ kết                       | 15/3/2024, 14:00  | 11/4/2024                                      | 18/4/2024                                      |
| Bán kết                      | 15/3/2024, 14:00  | 2/5/2024                                       | 9/5/2024                                       |
| Chung kết                    | 15/3/2024, 14:00  | 29/5/2024 tại sân vận động Agia Sophia, Athens | 29/5/2024 tại sân vận động Agia Sophia, Athens |

## Sơ đồ
|  |                              |                              |                              |                              |                              |  |  |                      |                      |             |             |             |   |               |                |                |             |             |                     |                     |   |         |         |         |         |         |  |  |           |           |           |
|  | Vòng play-off loại trực tiếp | Vòng play-off loại trực tiếp | Vòng play-off loại trực tiếp | Vòng play-off loại trực tiếp | Vòng play-off loại trực tiếp |  |  | Vòng 16 đội          | Vòng 16 đội          | Vòng 16 đội | Vòng 16 đội | Vòng 16 đội |   |               | Tứ kết         | Tứ kết         | Tứ kết      | Tứ kết      | Tứ kết              |                     |   | Bán kết | Bán kết | Bán kết | Bán kết | Bán kết |  |  | Chung kết | Chung kết | Chung kết |
|  | Vòng play-off loại trực tiếp | Vòng play-off loại trực tiếp | Vòng play-off loại trực tiếp | Vòng play-off loại trực tiếp | Vòng play-off loại trực tiếp |  |  | Vòng 16 đội          | Vòng 16 đội          | Vòng 16 đội | Vòng 16 đội | Vòng 16 đội |   |               | Tứ kết         | Tứ kết         | Tứ kết      | Tứ kết      | Tứ kết              |                     |   | Bán kết | Bán kết | Bán kết | Bán kết | Bán kết |  |  | Chung kết | Chung kết | Chung kết |
|  |                              |                              |                              |                              |                              |  |  |                      |                      |             |             |             |   |               |                |                |             |             |                     |                     |   |         |         |         |         |         |  |  |           |           |           |
|  |                              |                              |                              |                              |                              |  |  |                      |                      |             |             |             |   |               |                |                |             |             |                     |                     |   |         |         |         |         |         |  |  |           |           |           |
|  |                              |                              |                              |                              |                              |  |  | Ajax                 | Ajax                 | 0           | 0           | 0           |   |               |                |                |             |             |                     |                     |   |         |         |         |         |         |  |  |           |           |           |
|  |                              |                              |                              |                              |                              |  |  |                      |                      | 0           | 0           | 0           |   |               |                |                |             |             |                     |                     |   |         |         |         |         |         |  |  |           |           |           |
|  | Ajax (s.h.p.)                | Ajax (s.h.p.)                | 2                            | 2                            | 4                            |  |  | Aston Villa          | Aston Villa          | 0           | 4           | 4           |   |               |                |                |             |             |                     |                     |   |         |         |         |         |         |  |  |           |           |           |
|  | Ajax (s.h.p.)                | Ajax (s.h.p.)                | 2                            | 2                            | 4                            |  |  | Aston Villa          | Aston Villa          | 0           | 4           | 4           |   |               | Aston Villa    | Aston Villa    | 2           | 1           | 3 (4)               |                     |   |         |         |         |         |         |  |  |           |           |           |
|  | Bodø/Glimt                   | Bodø/Glimt                   | 2                            | 1                            | 3                            |  |  |                      |                      |             |             |             |   |               | Aston Villa    | Aston Villa    | 2           | 1           | 3 (4)               |                     |   |         |         |         |         |         |  |  |           |           |           |
|  | Bodø/Glimt                   | Bodø/Glimt                   | 2                            | 1                            | 3                            |  |  |                      |                      | Lille       | Lille       | 1           | 2 | 3(3)          |                |                |             |             |                     |                     |   |         |         |         |         |         |  |  |           |           |           |
|  |                              |                              |                              |                              |                              |  |  | Sturm Graz           | Sturm Graz           | Lille       | Lille       | 1           | 2 | 3(3)          | 0              | 1              | 1           |             |                     |                     |   |         |         |         |         |         |  |  |           |           |           |
|  |                              |                              |                              |                              |                              |  |  |                      |                      |             |             |             |   |               |                |                | 1           |             |                     |                     |   |         |         |         |         |         |  |  |           |           |           |
|  | Sturm Graz                   | Sturm Graz                   | 4                            | 1                            | 5                            |  |  | Lille                | Lille                | 3           | 1           | 4           |   |               |                |                |             |             |                     |                     |   |         |         |         |         |         |  |  |           |           |           |
|  | Sturm Graz                   | Sturm Graz                   | 4                            | 1                            | 5                            |  |  | Lille                | Lille                | 3           | 1           | 4           |   |               |                |                | Aston Villa | Aston Villa | 2                   | 0                   | 2 |         |         |         |         |         |  |  |           |           |           |
|  | Slovan Bratislava            | Slovan Bratislava            | 1                            | 0                            | 1                            |  |  |                      |                      |             |             |             |   |               |                |                |             |             |                     | 0                   | 2 |         |         |         |         |         |  |  |           |           |           |
|  | Slovan Bratislava            | Slovan Bratislava            | 1                            | 0                            | 1                            |  |  |                      |                      | Olympiacos  | Olympiacos  | 4           | 2 | 6             |                |                |             |             |                     |                     |   |         |         |         |         |         |  |  |           |           |           |
|  |                              |                              |                              |                              |                              |  |  | Olympiacos (s.h.p.)  | Olympiacos (s.h.p.)  | Olympiacos  | Olympiacos  | 4           | 2 | 6             | 1              | 6              | 7           |             |                     |                     |   |         |         |         |         |         |  |  |           |           |           |
|  |                              |                              |                              |                              |                              |  |  |                      |                      |             |             |             |   |               |                |                | 7           |             |                     |                     |   |         |         |         |         |         |  |  |           |           |           |
|  | Olympiacos                   | Olympiacos                   | 1                            | 1                            | 2                            |  |  | Maccabi Tel Aviv     | Maccabi Tel Aviv     | 4           | 1           | 5           |   |               |                |                |             |             |                     |                     |   |         |         |         |         |         |  |  |           |           |           |
|  | Olympiacos                   | Olympiacos                   | 1                            | 1                            | 2                            |  |  | Maccabi Tel Aviv     | Maccabi Tel Aviv     | 4           | 1           | 5           |   |               | Olympiacos     | Olympiacos     | 3           | 0           | 3 (3)               |                     |   |         |         |         |         |         |  |  |           |           |           |
|  | Ferencváros                  | Ferencváros                  | 0                            | 0                            | 0                            |  |  |                      |                      |             |             |             |   |               | Olympiacos     | Olympiacos     | 3           | 0           | 3 (3)               |                     |   |         |         |         |         |         |  |  |           |           |           |
|  | Ferencváros                  | Ferencváros                  | 0                            | 0                            | 0                            |  |  |                      |                      | Fenerbahçe  | Fenerbahçe  | 2           | 1 | 3 (2)         |                |                |             |             |                     |                     |   |         |         |         |         |         |  |  |           |           |           |
|  |                              |                              |                              |                              |                              |  |  | Union Saint-Gilloise | Union Saint-Gilloise | Fenerbahçe  | Fenerbahçe  | 2           | 1 | 3 (2)         | 0              | 1              | 1           |             |                     |                     |   |         |         |         |         |         |  |  |           |           |           |
|  |                              |                              |                              |                              |                              |  |  | Union Saint-Gilloise | Union Saint-Gilloise |             |             |             |   | 29/5 – Athens | 0              | 1              | 1           |             |                     |                     |   |         |         |         |         |         |  |  |           |           |           |
|  | Union Saint-Gilloise         | Union Saint-Gilloise         | 2                            | 2                            | 4                            |  |  | Fenerbahçe           | Fenerbahçe           | 3           | 0           | 3           |   |               |                |                |             |             |                     |                     |   |         |         |         |         |         |  |  |           |           |           |
|  | Union Saint-Gilloise         | Union Saint-Gilloise         | 2                            | 2                            | 4                            |  |  | Fenerbahçe           | Fenerbahçe           | 3           | 0           | 3           |   |               |                |                |             |             | Olympiacos (s.h.p.) | Olympiacos (s.h.p.) | 1 |         |         |         |         |         |  |  |           |           |           |
|  | Eintracht Frankfurt          | Eintracht Frankfurt          | 2                            | 1                            | 3                            |  |  |                      |                      |             |             |             |   |               |                |                |             |             |                     |                     |   |         |         |         |         |         |  |  |           |           |           |
|  | Eintracht Frankfurt          | Eintracht Frankfurt          | 2                            | 1                            | 3                            |  |  |                      |                      | Fiorentina  | Fiorentina  | 0           |   |               |                |                |             |             |                     |                     |   |         |         |         |         |         |  |  |           |           |           |
|  |                              |                              |                              |                              |                              |  |  | Servette             | Servette             | Fiorentina  | Fiorentina  | 0           | 0 | 0             | 0 (1)          |                |             |             |                     |                     |   |         |         |         |         |         |  |  |           |           |           |
|  |                              |                              |                              |                              |                              |  |  |                      |                      |             |             |             | 0 | 0             | 0 (1)          |                |             |             |                     |                     |   |         |         |         |         |         |  |  |           |           |           |
|  | Servette                     | Servette                     | 0                            | 1                            | 1                            |  |  | Viktoria Plzeň (p)   | Viktoria Plzeň (p)   | 0           | 0           | 0 (3)       |   |               |                |                |             |             |                     |                     |   |         |         |         |         |         |  |  |           |           |           |
|  | Servette                     | Servette                     | 0                            | 1                            | 1                            |  |  | Viktoria Plzeň (p)   | Viktoria Plzeň (p)   | 0           | 0           | 0 (3)       |   |               | Viktoria Plzeň | Viktoria Plzeň | 0           | 0           | 0                   |                     |   |         |         |         |         |         |  |  |           |           |           |
|  | Ludogorets Razgrad           | Ludogorets Razgrad           | 0                            | 0                            | 0                            |  |  |                      |                      |             |             |             |   |               | Viktoria Plzeň | Viktoria Plzeň | 0           | 0           | 0                   |                     |   |         |         |         |         |         |  |  |           |           |           |
|  | Ludogorets Razgrad           | Ludogorets Razgrad           | 0                            | 0                            | 0                            |  |  |                      |                      | Fiorentina  | Fiorentina  | 0           | 2 | 2             |                |                |             |             |                     |                     |   |         |         |         |         |         |  |  |           |           |           |
|  |                              |                              |                              |                              |                              |  |  | Maccabi Haifa        | Maccabi Haifa        | Fiorentina  | Fiorentina  | 0           | 2 | 2             | 3              | 1              | 4           |             |                     |                     |   |         |         |         |         |         |  |  |           |           |           |
|  |                              |                              |                              |                              |                              |  |  |                      |                      |             |             |             |   |               |                |                | 4           |             |                     |                     |   |         |         |         |         |         |  |  |           |           |           |
|  | Maccabi Haifa                | Maccabi Haifa                | 1                            | 1                            | 2                            |  |  | Fiorentina           | Fiorentina           | 4           | 1           | 5           |   |               |                |                |             |             |                     |                     |   |         |         |         |         |         |  |  |           |           |           |
|  | Maccabi Haifa                | Maccabi Haifa                | 1                            | 1                            | 2                            |  |  | Fiorentina           | Fiorentina           | 4           | 1           | 5           |   |               |                |                | Fiorentina  | Fiorentina  | 3                   | 1                   | 4 |         |         |         |         |         |  |  |           |           |           |
|  | Gent                         | Gent                         | 0                            | 1                            | 1                            |  |  |                      |                      |             |             |             |   |               |                |                |             |             |                     | 1                   | 4 |         |         |         |         |         |  |  |           |           |           |
|  | Gent                         | Gent                         | 0                            | 1                            | 1                            |  |  |                      |                      | Club Brugge | Club Brugge | 2           | 1 | 3             |                |                |             |             |                     |                     |   |         |         |         |         |         |  |  |           |           |           |
|  |                              |                              |                              |                              |                              |  |  | Molde                | Molde                | Club Brugge | Club Brugge | 2           | 1 | 3             | 2              | 0              | 2           |             |                     |                     |   |         |         |         |         |         |  |  |           |           |           |
|  |                              |                              |                              |                              |                              |  |  |                      |                      |             |             |             |   |               |                |                | 2           |             |                     |                     |   |         |         |         |         |         |  |  |           |           |           |
|  | Molde                        | Molde                        | 3                            | 3                            | 6                            |  |  | Club Brugge          | Club Brugge          | 1           | 3           | 4           |   |               |                |                |             |             |                     |                     |   |         |         |         |         |         |  |  |           |           |           |
|  | Molde                        | Molde                        | 3                            | 3                            | 6                            |  |  | Club Brugge          | Club Brugge          | 1           | 3           | 4           |   |               | Club Brugge    | Club Brugge    | 1           | 2           | 3                   |                     |   |         |         |         |         |         |  |  |           |           |           |
|  | Legia Warsaw                 | Legia Warsaw                 | 2                            | 0                            | 2                            |  |  |                      |                      |             |             |             |   |               | Club Brugge    | Club Brugge    | 1           | 2           | 3                   |                     |   |         |         |         |         |         |  |  |           |           |           |
|  | Legia Warsaw                 | Legia Warsaw                 | 2                            | 0                            | 2                            |  |  |                      |                      | PAOK        | PAOK        | 0           | 0 | 0             |                |                |             |             |                     |                     |   |         |         |         |         |         |  |  |           |           |           |
|  |                              |                              |                              |                              |                              |  |  | Dinamo Zagreb        | Dinamo Zagreb        | PAOK        | PAOK        | 0           | 0 | 0             | 2              | 1              | 3           |             |                     |                     |   |         |         |         |         |         |  |  |           |           |           |
|  |                              |                              |                              |                              |                              |  |  |                      |                      |             |             |             |   |               | 2              | 1              | 3           |             |                     |                     |   |         |         |         |         |         |  |  |           |           |           |
|  | Real Betis                   | Real Betis                   | 0                            | 1                            | 1                            |  |  | PAOK                 | PAOK                 | 0           | 5           | 5           |   |               |                |                |             |             |                     |                     |   |         |         |         |         |         |  |  |           |           |           |
|  | Real Betis                   | Real Betis                   | 0                            | 1                            | 1                            |  |  | PAOK                 | PAOK                 | 0           | 5           | 5           |   |               |                |                |             |             |                     |                     |   |         |         |         |         |         |  |  |           |           |           |
|  | Dinamo Zagreb                | Dinamo Zagreb                | 1                            | 1                            | 2                            |  |  |                      |                      |             |             |             |   |               |                |                |             |             |                     |                     |   |         |         |         |         |         |  |  |           |           |           |
|  | Dinamo Zagreb                | Dinamo Zagreb                | 1                            | 1                            | 2                            |  |  |                      |                      |             |             |             |   |               |                |                |             |             |                     |                     |   |         |         |         |         |         |  |  |           |           |           |

## Vòng play-off loại trực tiếp
Lễ bốc thăm vòng play-off loại trực tiếp được tổ chức vào lúc 14:00 ngày 18 tháng 12 năm 2023 CET.

### Tóm tắt
Các trận lượt đi sẽ diễn ra vào ngày 15 tháng 2 và các trận lượt về sẽ diễn ra vào ngày 21 và 22 tháng 2 năm 2024.
| Đội 1                | TTS | Đội 2               | Lượt đi | Lượt về      |
| -------------------- | --- | ------------------- | ------- | ------------ |
| Sturm Graz           | 5–1 | Slovan Bratislava   | 4–1     | 1–0          |
| Servette             | 1–0 | Ludogorets Razgrad  | 0–0     | 1–0          |
| Union Saint-Gilloise | 4–3 | Eintracht Frankfurt | 2–2     | 2–1          |
| Real Betis           | 1–2 | Dinamo Zagreb       | 0–1     | 1–1          |
| Olympiacos           | 2–0 | Ferencváros         | 1–0     | 1–0          |
| Ajax                 | 4–3 | Bodø/Glimt          | 2–2     | 2–1 (s.h.p.) |
| Molde                | 6–2 | Legia Warsaw        | 3–2     | 3–0          |
| Maccabi Haifa        | 2–1 | Gent                | 1–0     | 1–1          |

### Các trận đấu
| Sturm Graz                                                            | 4–1      | Slovan Bratislava |
| --------------------------------------------------------------------- | -------- | ----------------- |
| - Biereth 4' - Stanković 27' - Kiteishvili 64' (ph.đ.) - Camara 90+1' | Chi tiết | - Rodrigues 8'    |

| Slovan Bratislava | 0–1      | Sturm Graz    |
| ----------------- | -------- | ------------- |
|                   | Chi tiết | - Biereth 52' |

Sturm Graz thắng chung cuộc 5–1.
| Servette | 0–0      | Ludogorets Razgrad |
| -------- | -------- | ------------------ |
|          | Chi tiết |                    |

| Ludogorets Razgrad | 0–1      | Servette    |
| ------------------ | -------- | ----------- |
|                    | Chi tiết | - Cognat 6' |

Servette thắng chung cuộc 1–0.
| Union Saint-Gilloise          | 2–2      | Eintracht Frankfurt         |
| ----------------------------- | -------- | --------------------------- |
| - Rasmussen 31' - Nilsson 68' | Chi tiết | - Chaïbi 3' - Kalajdžić 10' |

| Eintracht Frankfurt | 1–2      | Union Saint-Gilloise       |
| ------------------- | -------- | -------------------------- |
| - Ebimbe 87'        | Chi tiết | - Puertas 47' - Eckert 80' |

Union Saint-Gilloise thắng chung cuộc 4–3.
| Real Betis | 0–1      | Dinamo Zagreb          |
| ---------- | -------- | ---------------------- |
|            | Chi tiết | - Petković 76' (ph.đ.) |

| Dinamo Zagreb | 1–1      | Real Betis    |
| ------------- | -------- | ------------- |
| - Kaneko 59'  | Chi tiết | - Bakambu 38' |

Dinamo Zagreb thắng chung cuộc 2–1.
| Olympiacos     | 1–0      | Ferencváros |
| -------------- | -------- | ----------- |
| - El Kaabi 83' | Chi tiết |             |

| Ferencváros | 0–1      | Olympiacos             |
| ----------- | -------- | ---------------------- |
|             | Chi tiết | - El Kaabi 45' (ph.đ.) |

Olympiacos thắng chung cuộc 2–0.
| Ajax                                            | 2–2      | Bodø/Glimt         |
| ----------------------------------------------- | -------- | ------------------ |
| - Van den Boomen 90+1' (ph.đ.) - Berghuis 90+7' | Chi tiết | - Grønbæk 16', 64' |

| Bodø/Glimt | 1–2 (s.h.p.) | Ajax                         |
| ---------- | ------------ | ---------------------------- |
| - Berg 83' | Chi tiết     | - Berghuis 34' - Taylor 114' |

Ajax thắng chung cuộc 4–3.
| Molde                              | 3–2      | Legia Warsaw                  |
| ---------------------------------- | -------- | ----------------------------- |
| - Gulbrandsen 12', 19' - Kaasa 24' | Chi tiết | - Josué 64' - Augustyniak 71' |

| Legia Warsaw | 0–3      | Molde                              |
| ------------ | -------- | ---------------------------------- |
|              | Chi tiết | - Gulbrandsen 2', 67' - Hestad 20' |

Molde thắng chung cuộc 5–2.
| Maccabi Haifa | 1–0      | Gent |
| ------------- | -------- | ---- |
| - Pierrot 65' | Chi tiết |      |

| Gent             | 1–1      | Maccabi Haifa |
| ---------------- | -------- | ------------- |
| - Tissoudali 69' | Chi tiết | - Pierrot 4'  |

Maccabi Haifa thắng chung cuộc 2-1.

## Vòng 16 đội
Lễ bốc thăm vòng 16 đội được tổ chức vào ngày 23 tháng 2 năm 2024, 13:00 CET.

### Tóm tắt
Trận lượt đi sẽ diễn ra vào ngày 7 tháng 3 và trận lượt về sẽ diễn ra vào ngày 14 tháng 3 năm 2024.
| Đội 1                | TTS         | Đội 2            | Lượt đi | Lượt về      |
| -------------------- | ----------- | ---------------- | ------- | ------------ |
| Servette             | 0–0 (1–3 p) | Viktoria Plzeň   | 0–0     | 0–0 (s.h.p.) |
| Ajax                 | 0–4         | Aston Villa      | 0–0     | 0–4          |
| Molde                | 2–4         | Club Brugge      | 2–1     | 0–3          |
| Union Saint-Gilloise | 1–3         | Fenerbahçe       | 0–3     | 1–0          |
| Dinamo Zagreb        | 3–5         | PAOK             | 2–0     | 1–5          |
| Sturm Graz           | 1–4         | Lille            | 0–3     | 1–1          |
| Maccabi Haifa        | 4–5         | Fiorentina       | 3–4     | 1–1          |
| Olympiacos           | 7–5         | Maccabi Tel Aviv | 1–4     | 6–1          |

### Các trận đấu
| Servette | 0–0      | Viktoria Plzeň |
| -------- | -------- | -------------- |
|          | Chi tiết |                |

| Viktoria Plzeň            | 0–0 (s.h.p.) | Servette                                        |
| ------------------------- | ------------ | ----------------------------------------------- |
|                           | Chi tiết     |                                                 |
| Loạt sút luân lưu         |              |                                                 |
| - Chorý - Mosquera - Šulc | 3–1          | - Stevanović - Gullemenot - Severin - Tsunemoto |

Tổng tỷ số 0–0. Viktoria Plzeň thắng 3–1 trên chấm luân lưu.
| Ajax | 0–0      | Aston Villa |
| ---- | -------- | ----------- |
|      | Chi tiết |             |

| Aston Villa                                        | 4–0      | Ajax |
| -------------------------------------------------- | -------- | ---- |
| - Watkins 25' - Bailey 60' - Durán 75' - Diaby 81' | Chi tiết |      |

Aston Villa thắng chung cuộc 4–0.
| Molde                              | 2–1      | Club Brugge             |
| ---------------------------------- | -------- | ----------------------- |
| - Stenevik 43' - Gulbrandsen 90+2' | Chi tiết | - De Cuyper 85' (ph.đ.) |

| Club Brugge                          | 3–0      | Molde |
| ------------------------------------ | -------- | ----- |
| - Skov Olsen 45+1', 48' - Skóraś 70' | Chi tiết |       |

Club Brugge thắng chung cuộc 4–2.
| Union Saint-Gilloise | 0–3      | Fenerbahçe                                              |
| -------------------- | -------- | ------------------------------------------------------- |
|                      | Chi tiết | - Batshuayi 20' - Oosterwolde 84' - Tadić 90+4' (ph.đ.) |

| Fenerbahçe | 0–1      | Union Saint-Gilloise |
| ---------- | -------- | -------------------- |
|            | Chi tiết | - Rasmussen 68'      |

Fenerbahçe thắng chung cuộc 3–1.
| Dinamo Zagreb       | 2–0      | PAOK |
| ------------------- | -------- | ---- |
| - Petković 37', 71' | Chi tiết |      |

| PAOK                                                                                     | 5–1      | Dinamo Zagreb |
| ---------------------------------------------------------------------------------------- | -------- | ------------- |
| - Rahman 27' - Sučić 33' (l.n.) - Thomas 42' - Koulierakis 72' - A. Živković 88' (ph.đ.) | Chi tiết | - Hoxha 49'   |

PAOK thắng chung cuộc 5–3.
| Sturm Graz | 0–3      | Lille                           |
| ---------- | -------- | ------------------------------- |
|            | Chi tiết | - David 28', 51' - Zhegrova 71' |

| Lille        | 1–1      | Sturm Graz      |
| ------------ | -------- | --------------- |
| - Santos 43' | Chi tiết | - Biereth 45+1' |

Lille thắng chung cuộc 4–1.
| Maccabi Haifa                         | 3–4      | Fiorentina                                              |
| ------------------------------------- | -------- | ------------------------------------------------------- |
| - Seck 12' - Kinda 29' - Khalaili 67' | Chi tiết | - Nzola 2' - Beltrán 58' - Mandragora 73' - Barák 90+5' |

| Fiorentina  | 1–1      | Maccabi Haifa  |
| ----------- | -------- | -------------- |
| - Barák 59' | Chi tiết | - Khalaily 88' |

Fiorentina thắng chung cuộc 5–4.
| Olympiacos     | 1–4      | Maccabi Tel Aviv                          |
| -------------- | -------- | ----------------------------------------- |
| - El Kaabi 13' | Chi tiết | - Zahavi 4', 30' - Shahar 9' - Peretz 74' |

| Maccabi Tel Aviv     | 1–6 (s.h.p.) | Olympiacos                                                                        |
| -------------------- | ------------ | --------------------------------------------------------------------------------- |
| - Zahavi 57' (ph.đ.) | Chi tiết     | - Podence 10' - Fortounis 36' - El Kaabi 45+3', 65' - Jovetić 93' - El-Arabi 103' |

Olympiacos thắng chung cuộc 7–5.

## Tứ kết
Lễ bốc thăm vòng tứ kết được tổ chức vào ngày 15 tháng 3 năm 2024, 14:00 CET.

### Tóm tắt
Trận lượt đi sẽ diễn ra vào ngày 11 tháng 4 và trận lượt về sẽ diễn ra vào ngày 18 tháng 4 năm 2024.
| Đội 1          | TTS         | Đội 2      | Lượt đi | Lượt về      |
| -------------- | ----------- | ---------- | ------- | ------------ |
| Club Brugge    | 3–0         | PAOK       | 1–0     | 2–0          |
| Olympiacos     | 3–3 (3–2 p) | Fenerbahçe | 3–2     | 0–1 (s.h.p.) |
| Aston Villa    | 3–3 (4–3 p) | Lille      | 2–1     | 1–2 (s.h.p.) |
| Viktoria Plzeň | 0–2         | Fiorentina | 0–0     | 0–2          |

### Các trận đấu
| Club Brugge   | 1–0      | PAOK |
| ------------- | -------- | ---- |
| - Vetlesen 6' | Chi tiết |      |

| PAOK | 0–2      | Club Brugge       |
| ---- | -------- | ----------------- |
|      | Chi tiết | - Jutglà 33', 45' |

Club Brugge thắng chung cuộc 3–0.
| Olympiacos                                   | 3–2      | Fenerbahçe                        |
| -------------------------------------------- | -------- | --------------------------------- |
| - Fortounis 8' - Jovetić 32' - Chiquinho 57' | Chi tiết | - Tadić 68' (ph.đ.) - Kahveci 74' |

| Fenerbahçe                                    | 1–0 (s.h.p.) | Olympiacos                                         |
| --------------------------------------------- | ------------ | -------------------------------------------------- |
| - Kahveci 11'                                 | Chi tiết     |                                                    |
| Loạt sút luân lưu                             |              |                                                    |
| - Tadić - Batshuayi - Ünder - Djiku - Bonucci | 2–3          | - El Kaabi - El-Arabi - Horta - Masouras - Rodinei |

Tổng tỷ số 3–3, Olympiacos thắng luân lưu 3–2.
| Aston Villa                | 2–1      | Lille         |
| -------------------------- | -------- | ------------- |
| - Watkins 13' - McGinn 56' | Chi tiết | - Diakité 84' |

| Lille                                        | 2–1 (s.h.p.) | Aston Villa                                  |
| -------------------------------------------- | ------------ | -------------------------------------------- |
| - Yazıcı 15' - André 68'                     | Chi tiết     | - Cash 87'                                   |
| Loạt sút luân lưu                            |              |                                              |
| - Bentaleb - David - Gomes - Cabella - André | 3–4          | - Tielemans - Watkins - Cash - Bailey - Luiz |

Tổng tỷ số 3–3, Aston Villa thắng luân lưu 4–3.
| Viktoria Plzeň | 0–0      | Fiorentina |
| -------------- | -------- | ---------- |
|                | Chi tiết |            |

| Fiorentina                    | 2–0 (s.h.p.) | Viktoria Plzeň |
| ----------------------------- | ------------ | -------------- |
| - González 92' - Biraghi 108' | Chi tiết     |                |

Fiorentina thắng chung cuộc 2–0.

## Bán kết
Lễ bốc thăm vòng bán kết được tổ chức vào ngày 15 tháng 3 năm 2024, 14:00 CET, sau lễ bốc thăm vòng tứ kết.

### Tóm tắt
Trận lượt đi sẽ diễn ra vào ngày 2 tháng 5 và trận lượt về sẽ diễn ra vào ngày 9 tháng 5 năm 2024.
| Đội 1       | TTS | Đội 2       | Lượt đi | Lượt về |
| ----------- | --- | ----------- | ------- | ------- |
| Aston Villa | 2–6 | Olympiacos  | 2–4     | 0–2     |
| Fiorentina  | 4–3 | Club Brugge | 3–2     | 1–1     |

### Các trận đấu
| Aston Villa                 | 2–4      | Olympiacos                                   |
| --------------------------- | -------- | -------------------------------------------- |
| - Watkins 45+1' - Diaby 52' | Chi tiết | - El Kaabi 16', 29', 56' (ph.đ.) - Hezze 67' |

| Olympiacos          | 2–0      | Aston Villa |
| ------------------- | -------- | ----------- |
| - El Kaabi 10', 78' | Chi tiết |             |

Olympiacos thắng chung cuộc 6–2.
| Fiorentina                              | 3–2      | Club Brugge                        |
| --------------------------------------- | -------- | ---------------------------------- |
| - Sottil 5' - Belotti 37' - Nzola 90+1' | Chi tiết | - Vanaken 17' (ph.đ.) - Thiago 63' |

| Club Brugge   | 1–1      | Fiorentina            |
| ------------- | -------- | --------------------- |
| - Vanaken 20' | Chi tiết | - Beltrán 85' (ph.đ.) |

Fiorentina thắng chung cuộc 4–3.

## Chung kết
Trận chung kết sẽ diễn ra vào ngày 29 tháng 5 năm 2024 tại sân vận động Agia Sophia ở Athens, Hy Lạp. Một lễ bốc thăm sẽ được tổ chức vào ngày 15 tháng 3 năm 2024, sau lễ bốc thăm vòng tứ kết và bán kết, để xác định đội "chủ nhà”" vì mục đích hành chính.
| Olympiacos      | 1–0 (s.h.p.) | Fiorentina |
| --------------- | ------------ | ---------- |
| - El Kaabi 116' | Chi tiết     |            |